# محوطه سرقلاع
محوطه سرقلاع مربوط به هزاره اول قبل از میلاد است و در شهرستان خرم‌آباد، بخش پاپی، دهستان سپید دشت، شمال روستای ایروه واقع شده و این اثر در تاریخ ۸ بهمن ۱۳۸۵ با شمارهٔ ثبت ۱۷۰۰۶ به‌عنوان یکی از آثار ملی ایران به ثبت رسیده است.